# Eiger
Eiger je 3.967 m visoka gora v Bernskih Alpah, s pogledom na Grindelwald in Lauterbrunnen v Bernskem Oberlandu v Švici, severno od glavne razvodnice in mejo s kantonom Valais. To je najvzhodnejši vrh grebena, ki se razteza čez Mönch na Jungfrau, na 4.158 m (13.642 ft) in ki predstavlja enega izmed najbolj značilnih znamenitosti Švicarskih Alp. Medtem ko se severna stran gore strmo dviga več kot 3.000 m nad dolinama Grindelwald in Lauterbrunnen, pobočja južne strani pokrivajo veliki ledeniki območja Jungfrau-Aletsch, najbolj ledeniške regije v Alpah. Najbolj opazna značilnost Eigerja je njegova 1.800 m visoka strma severna stena iz skal in ledu, imenovana Eiger-Nordwand, Eigerwand ali samo Nordwand; stena (podobna Triglavski severni steni) je največje severno pobočje v Alpah. Ta velikanski obraz stoji nad letoviščem Kleine Scheidegg ob svojem vznožju, na istoimenskem prelazu, ki povezuje dve dolini.
Prvi vzpon na Eiger so preko zahodnega pobočja 11. avgusta 1858 opravili švicarska vodiča Christian Almer in Peter Bohren in Irec Charles Barrington. Severno steno, ki velja za eno najzahtevnejših in najnevarnejših vzponov, je prvič leta 1938 preplezala avstrijsko-nemška odprava. Eiger je pogosto omenjen v medijih, predvsem zaradi številnih tragedij plezalnih odprav. Od leta 1935 je med poskusi preplezanja severne stene umrlo najmanj 64 plezalcev, s čimer si je gora v nemščini prislužila vzdevek Mordwand, dobesedno morilska stena — izpeljanka iz običajnega imena Nordwand (severna stena).
Severno steno Eigerja so preplezali številni slovenski alpinisti; med njimi je Franček Knez leta 1982 s časom 6 ur nekaj časa držal tudi absolutni časovni rekord Heckmairjeve smeri.